# Bazilika Panagia Limeniotissa
Bazilika Panagia Limeniotissa (řecky Βασιλική της Παναγίας Λιμενιώτισσας) byla bazilika v Pafosu poblíž dnešního Archeologického parku Pafos a hradu Pafos. Bazilika pochází z 5. století a byla zasvěcena Panně Marii z přístavu. Dochovaly se z ní jen ruiny, především zbytky stěn, podlahy a několik barevných mozaik.

## Středověk

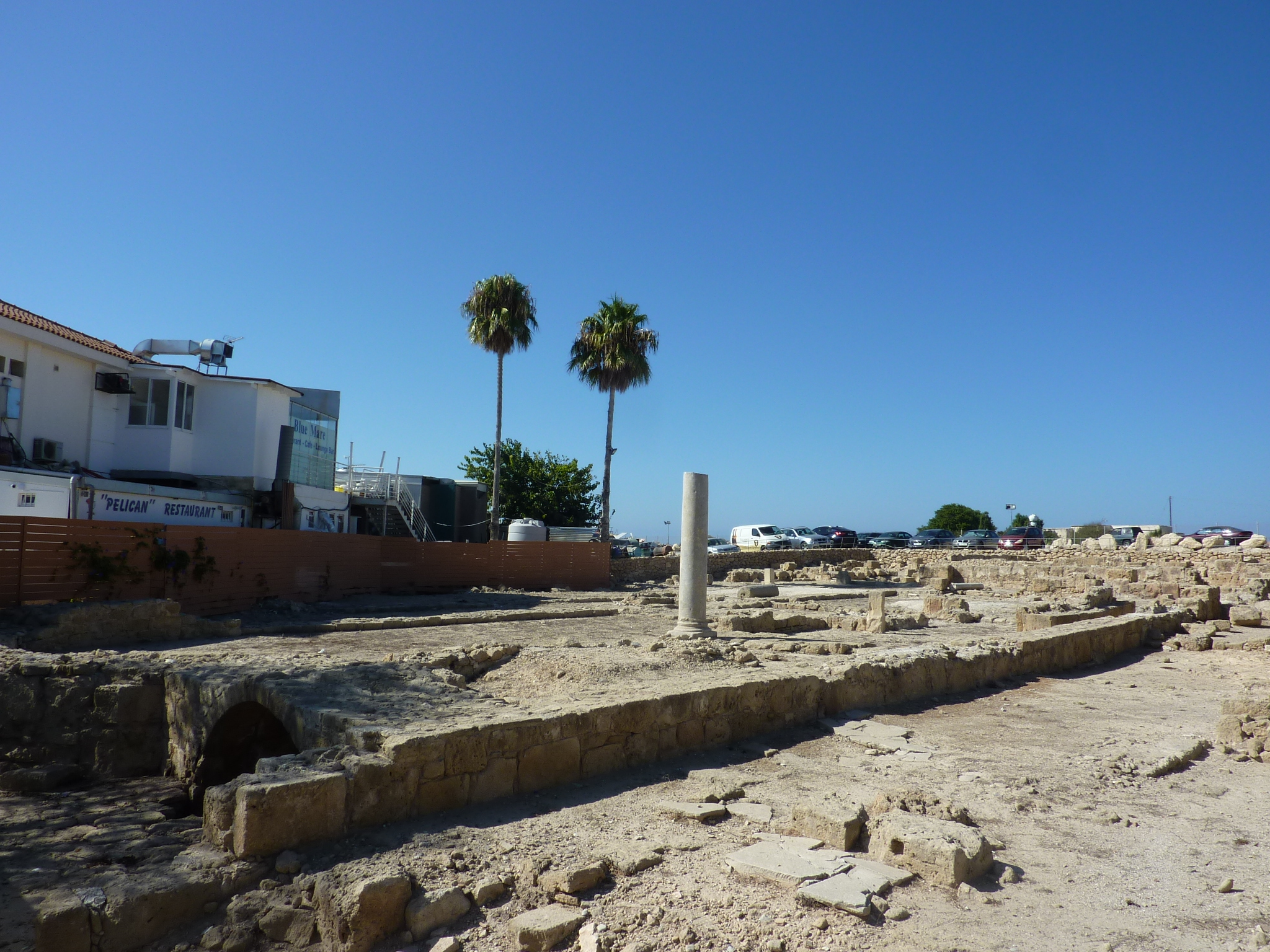

Bazilika byla postavena na počátku 5. století v raně křesťanském slohu v době, kdy byl Kypr součástí Byzantské říše. Původně se bazilika skládala ze tří lodí se dvěma řadami mramorových sloupů. Podlahy a stěny byly zdobeny mozaikami s geometrickými vzory.
V roce 653 byl kostel téměř zničen během islámských nájezdů (Rášidský chalífát) na ostrov. Arabové objekt využívali jako dílny, stáje a obytné prostory pro armádu a postavili tam věž. V roce 688 byl kostel obnoven.
V roce 1159 byla bazilika zničena zemětřesením, načež byla postavena nová, kterou zničilo zemětřesení v roce 1222. Od té doby na místě kostela zůstaly trosky.

## 20. století
Zbytky baziliky byly objeveny v roce 1937 a oficiálně vykopány roku 1959.